# Space Raiders (videogioco)
Space Raiders, conosciuto anche come Space Invaders: Invasion Day in Europa, è un aggiornamento del 2002 al videogioco arcade del 1978 Space Invaders.
Re-immaginato per le console casalinghe a 128-bit, Space Raiders è uno sparatutto in terza persona ad ambientazione urbana per GameCube e (solo in Giappone ed Europa) PlayStation 2. Ci sono 3 personaggi giocabili, ognuno con la sua storia di origine.